# 草刈景継
草苅 景継（くさかり かげつぐ）は、戦国時代から安土桃山時代にかけての武将。草苅氏は美作国苫田郡の美作高山城（矢筈城）を本拠とする国人で、毛利氏に属する。父は草苅衡継、異母弟に重継。

## 生涯

### 毛利氏麾下での活躍
美作国の国人・草苅衡継の長男として生まれ、祖父の伊賀守景継と同じく「景継」と名乗る。
永禄2年（1559年）に父の衡継が隠居し、家督を相続した。家督相続の御礼として室町幕府13代将軍・足利義輝に正宗の太刀一振・信国の刀・馬一疋を献上し、同年12月5日に義輝の御内書と上野信恵の礼状を送られている。
永禄6年（1563年）、毛利元就が出雲攻めにおいて出雲国の洗合城に在陣して尼子義久の月山富田城を取り囲んでいた際、景継は因幡国智頭郡の唐櫃城へ出陣して国境を固め、因幡国と但馬国の尼子氏に味方する者が月山富田城へ兵糧を送るのを阻止した。景継はこの事を元就に注進し、元就は8月10日に返書を出して働きに感謝の意を表した。
永禄10年（1567年）から永禄11年（1568年）にかけて吉川元春と小早川隆景の伊予国への出陣（毛利氏の伊予出兵）や、永禄12年（1569年）5月の北九州の立花城の戦い・多々良浜の戦いなど、毛利氏による長期遠征にも加わった。この留守を狙い、同年6月に尼子勝久や山中幸盛ら尼子再興軍が挙兵し隠岐国から出雲国へ侵攻（尼子再興軍の雲州侵攻）、これに呼応して蜂起した尼子氏の残党が因幡国と美作国へと侵入した。景継不在の高山城も攻撃を受けたが、留守居の家臣が防衛。景継は北九州から急ぎ帰国して、尼子氏残党を鎮圧した。
元亀元年（1570年）、景継は所領に関することで因幡国の武田高信と交戦したが、毛利方に属する国人同士が争うことを憂えた毛利元就の調停によって和睦した。15代将軍・足利義昭が備前隣国の諸勢力に浦上宗景討伐を命じると景継は直ちに応じ、宇喜多直家や別所安治らと示し合わせて浦上氏と戦ったが、再び元就の調停によって和睦した。景継は義昭に美作周辺の情勢を注進し、一方で上野信恵から姉川の戦いなどの近畿の情勢を教わっている。
また、同年に足利義昭から三番加番の御内書を送られた。ところが、この和睦は長くは続かず、将軍義昭は重ねて浦上討伐を命じており、浦上宗景も別所氏の居城である三木城を攻撃する軍事活動をみせた。
元亀3年（1572年）に毛利輝元が浦上氏と宇喜多氏を攻撃すると、景継はこれに協力して因幡国と伯耆国の諸将と共に美作国から浦上氏らを圧迫した。そのような中、同じ頃に景継は武田高信とも再び争ったため、かつての元就の調停を蔑ろにする状況に、毛利氏に対して逆心を抱いているとの雑説が流れた。景継は聊かも毛利氏に対して別心無き旨を言上し、より一層の忠節に励んだため、輝元は同年8月14日に書状を景継へ送って、景継の忠義を忘却せず長久に申談すべきことを誓い、太刀一腰と銀子50枚を贈った。
天正元年（1573年）3月頃、尼子再興軍が再び挙兵し、因幡国へ侵攻した。景継は因幡国にも所領を有していたため、尼子軍に対して頑強に抵抗し、毛利氏へ因幡国の情勢を報告して援軍を要請した。8月12日に毛利輝元は返書を送って、油断無く加勢を送ると答えると共に、景継が数年来毛利氏に昵懇であるために、特に近頃の働きを頼もしく思っていると述べている。
また、天正2年（1574年）に小早川隆景のもとへ使者を派遣し、因幡の事については今後とも一層奔走すべきことを申し出た。隆景は2月13日に景継へ返書を出し、同時に輝元も蔵田元貞を使者として派遣した。このように、天正2年（1574年）初め頃までの景継は毛利氏に対する忠節に励んでいた。

### 織田氏内通と粛清
しかし、景継には毛利氏に対して不満を抱いていた。先述の通り、元亀元年（1570年）に武田高信と争い毛利氏の調停によって和睦しているが、草苅氏と因幡武田氏との不仲は父・衡継がかつて因幡武田氏から因幡国岩井郡を攻め取ったことに起因しており、和睦に際して毛利輝元は武田高信の懇請を容れて景継からこの領地を返還させようとした。景継は断ったが、それでも輝元が武田高信へ所領を与える内意であったことに不満を抱いた。この状況に着目した畿内で台頭する織田信長は、山中幸盛や蜂須賀正勝を介して調略を行った。
天正6年（1578年）に景継は山中幸盛による調略に応じ、織田方に転じた。
天正7年（1579年）3月22日に信長は景継への恩賞を約束する朱印状を、大谷慶松（大谷吉継か）に持たせて派遣したが、美作国月田城主の楢崎元兼が預かり守っていた因幡国内の闕所において、山伏姿で通行していた大谷慶松が捕らえられ、懐中に所持していた信長の朱印状から景継の逆意が明らかとなった。
楢崎元兼から報告を受けた小早川隆景は草苅氏家臣を数名招致し、景継の逆意が明らかとなったからには兵を差し向けて草苅氏を討ち滅ぼすべきであるが、景継の父・衡継の毛利氏に対する忠誠に免じ、景継が切腹すれば草苅氏の家門は存続すると申し渡した。家臣たちはこれを拝承して帰城すると景継を説得し、景継は止む無くこれに応じて同年6月に切腹した。また、草苅氏の家臣達毛利氏から起請文を要求されている。
草苅氏の家督は小早川隆景の斡旋により、弟の重継が継いだ。